# Масківецька сільська рада
| Масківецька сільська рада — колишній орган місцевого самоврядування у Баришівському районі Київської області з адміністративним центром у с. Масківці. Історична дата утворення: в 1994 році. Сільській раді підпорядковані населені пункти: - с. Масківці |

## Склад ради
Рада складалася з 12 депутатів та голови.

### Керівний склад ради
| ПІБ                          | Основні відомості                                                  | Дата обрання | Дата звільнення |
| ---------------------------- | ------------------------------------------------------------------ | ------------ | --------------- |
| Братченко Валентина Петрівна | Сільський голова, 1969 року народження, освіта середня спеціальна. | 26.03.2006   | 31.10.2010      |
| Шостак Василь Михайлович     | Сільський голова, 1962 року народження, освіта вища.               | 31.10.2010   |                 |

Примітка: таблиця складена за даними джерела

## Населення
За переписом населення України 2001 року в сільській раді мешкали 352 особи.

### Мова
Розподіл населення за рідною мовою за даними перепису 2001 року:
| Мова       | Відсоток |
| ---------- | -------- |
| українська | 98,38 %  |
| російська  | 1,62 %   |